# Fiorenzuola
Fiorenzuola (wł: Stazione di Fiorenzuola) – stacja kolejowa w Fiorenzuoli d’Arda, w regionie Emilia-Romania, we Włoszech. Znajdują się tu 2 perony.
Stacja posiada trzy tory nadające się do obsługi pasażerów.
Perony są połączone przejściem podziemnym. 
Ponieważ liczba torów jest wystarczająca do zarządzania dużym natężeniem ruchu linii kolejowej, stacja jest bardzo aktywna w ruchu kolejowym. Na stacji Fiorenzuola zatrzymują się wszystkie pociągi: regionalne (w tym te, które są międzyregionalne), jak również niektóre pociągi Intercity.